# Reazione oscillante
Una reazione oscillante è una reazione chimica in cui le concentrazioni dei reagenti e dei prodotti variano periodicamente. In certe condizioni tali concentrazioni possono anche variare in modo aperiodico e non-monotono, per cui il sistema avrà un comportamento caotico.
Le reazioni oscillanti possono essere condotte sia in fase omogenea che in fase eterogenea; in quest'ultimo caso la reazione avverrà sull'interfaccia della fase solida. Questo genere di reazioni sono molto diffuse e assumono interesse sia a livello teorico che pratico, sia in ambito della sintesi industriale che in ambito biochimico. Assumono un ruolo essenziale per la vita regolando gli impulsi elettrici legati a processi fisiologici periodici quali il mantenimento del ritmo sinusale dei battiti cardiaci o la sincronizzazione dell'attività nervosa cerebrale.
La descrizione delle reazioni oscillanti si fonda sui concetti di auto-organizzazione, della teoria del caos e della teoria della complessità.

## Storia
Inizialmente l'interesse per le reazioni oscillanti si concentrò sui sistemi in fase omogenea, nonostante fossero identificate molto prima reazioni di tale tipo in fase eterogenea. Il resoconto di tali reazioni fu pubblicato per la prima volta da Gustav Theodor Fechner nel 1828. Nel 1833 John Herschel, noto astronomo e inventore della cianotipia, scoprì una serie di reazioni periodiche legate al dissolvimento del ferro in acido nitrico a diversi valori di concentrazione. Le reazioni oscillanti si incontrano spesso in elettrochimica, come riportato da Christian Friedrich Schönbein nel 1842 e James Prescott Joule nel 1844.
Nel 1921 William C. Bray descrisse la decomposizione catalitica del perossido di idrogeno in presenza di iodato (IO3-), in ambiente acido, notando una variazione periodica delle concentrazioni. Inizialmente la sua pubblicazione ricevette scarsa attenzione; successivamente si scoprì che la caratteristica periodicità osservata derivava dalla presenza di impurezze solide sulla cui interfaccia aveva luogo la reazione. A quei tempi si ritenne che questo genere di condizioni fosse necessario affinché si avesse un sistema chimico oscillante.
Alfred James Lotka si interessò allo studio dei fondamenti teorici delle reazioni oscillanti sfruttando le sue ampie conoscenze matematiche. Egli propose anche un modello autocatalitico di reazioni ed elaborò una applicazione matematica della dinamica delle popolazioni adattandola al caso di un sistema chimico periodico (equazioni di Lotka-Volterra e "ciclo del maiale").
Più tardi, nel 1958, Boris Belousov, le cui teorie non riscossero grande consenso e furono addirittura osteggiate a quei tempi, propose una serie di meccanismi di reazione relativi alle trasformazioni implicate in un sistema omogeneo formato da cerio (IV), bromato (BrO3-) e acido malonico. Anatol Zhabotinsky riprese il lavoro di Belousov e nel 1964 confermò la veridicità dei suoi studi arrivando alla formulazione della reazione di Belousov-Zhabotinsky. Richard J. Field, Endre Körös e Richard M. Noyes proposero nel 1972 un meccanismo (meccanismo FKN) per la reazione di Belousov-Zhabotinsky alquanto complesso e articolato, dimostrando dettagliatamente la natura e la tipologia dei processi legati ad una reazione oscillante.

## Condizioni cinetiche e termodinamiche
La possibilità che avvenga una reazione oscillante è legata alle seguente condizioni generali:
- La reazione deve essere lontana dalla condizione di equilibrio termodinamico, ovvero deve essere fortemente esoergonica con ΔG<<0.
- Deve esistere almeno un passaggio intermedio caratterizzato da feedback positivo o negativo, rispettivamente per autocatalisi o autoinibizione, e perciò la reazione deve giungere alla formazione dei prodotti in modo non lineare.
- Il sistema deve possedere almeno due stati stazionari.
- Il sistema deve essere aperto e scambiare energia e materia con l'ambiente.

## Sistemi biologici
Molte reazioni biochimiche, una su tutte quelle caratterizzate dall'inibizione competitiva da parte degli enzimi, sono di tipo oscillante. Ne sono un lampante esempio la glicolisi, la respirazione cellulare e le reazioni che permettono al nodo senoatriale di generare gli impulsi cardiaci.
Le reazioni oscillanti con un lungo periodo assumono grande importanza in cronobiologia, regolando i ritmi biologici. Questi non dipendono solamente da fattori esterni quali la luce solare e la temperatura, ma anche dalla funzione di "orologio interno" svolta da certi sistemi cellulari quali quelli del nucleo suprachiasmatico. Ad oggi i processi basilari su cui si fondano questi fenomeni biologici non sono esattamente chiariti. Generalmente i sistemi oscillanti fisiologici possono essere considerati come dei complessi a struttura bi- e tridimensionale che possono spostarsi nei compartimenti cellulari, ad esempio, sfruttando una corrente di ioni Ca2+.